# Ketliker Skar

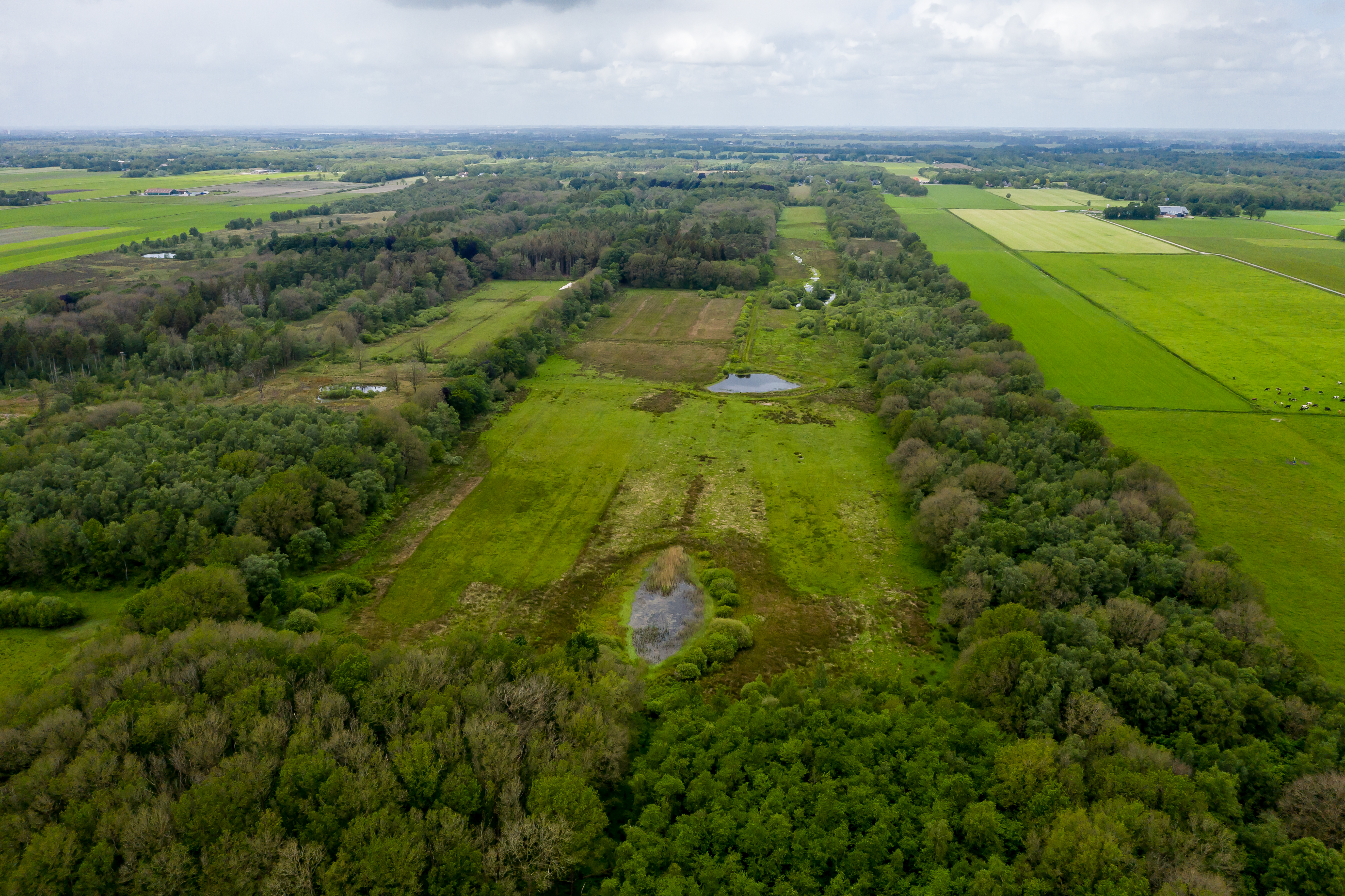
Luchtfoto in noordelijke richting

Het Ketliker Skar (of Katlijkerschar) is een afwisselend natuurgebied in Friesland, eigendom van de vereniging It Fryske Gea. Het ligt in de gemeente Heerenveen ten oosten van het dorp Mildam, deels in een zandlandschap, deels in het dal van de Tjonger.
Ketlikerschar was vanouds de naam voor een vrijwel verdwenen heidegebied tussen Nieuwehorne en Mildam. Een "Skar" was qua begroeiing een heide, maar er moeten verschillen zijn zijn geweest in het gebruik of exploitatie. Tegenwoordig liggen in het gevarieerde natuurgebied en naaste omgeving zo'n 30 ha aan heiderestanten, die bij de laatste resten horen van de ooit uitgestrekte heiden en scharren in de Friese wouden. Daarnaast liggen er ook gevarieerde bossen, zware houtwallen, venige weiden en gemoderniseerde landbouwgronden in een zwaar beboste parkachtige omgeving.
In het noorden sluit het gebied aan bij de Katlijkerheide. Naar het zuiden sluit het Skar aan bij de Tsjongerdellen, een nat natuurgebied in de vallei van de tegenwoordig gekanaliseerde, maar ooit hevig slingerende Tjonger. Het totale gebied is ruim 413 ha groot. Waar naar het zuiden toe het bos ophoudt staat een uitkijktoren met uitzicht over de Tsjongerdellen.
Het gebied bestaat uit een laag nat gedeelte direct aan de gekanaliseerde Tjonger. Dit gedeelte bestaat voornamelijk uit graslanden. Op hoger gelegen gedeelten bestaat het gebied uit bos.

## Naam
De Topografische Dienst van Kadaster Geo-Informatie vermeldt het natuurgebied als Het Katlijker Schar (Natuurreservaat). De vereniging It Fryske Gea gebruikt de Friese naam Ketliker Skar.

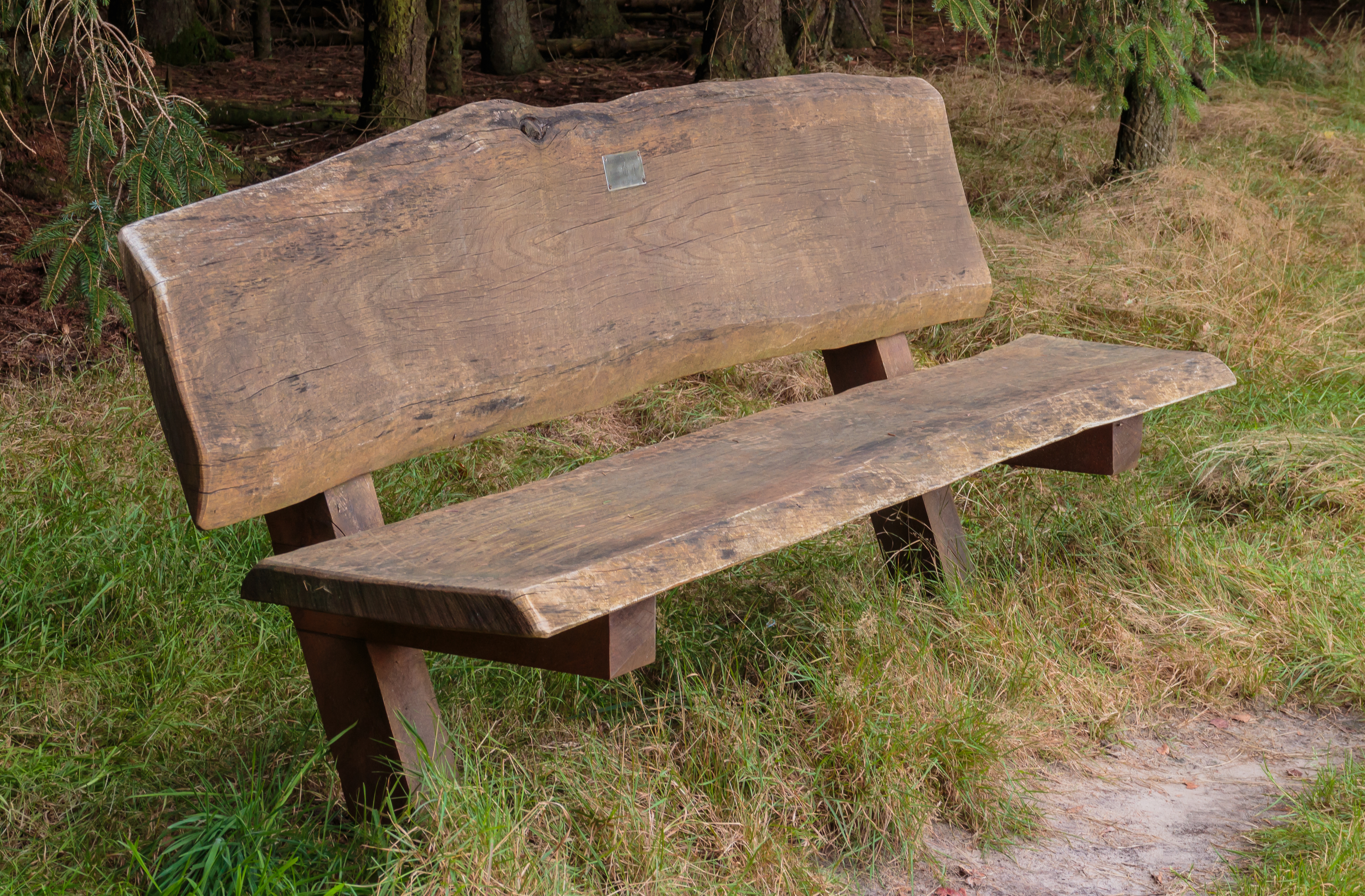
Houten bank voor het droppingsveld.
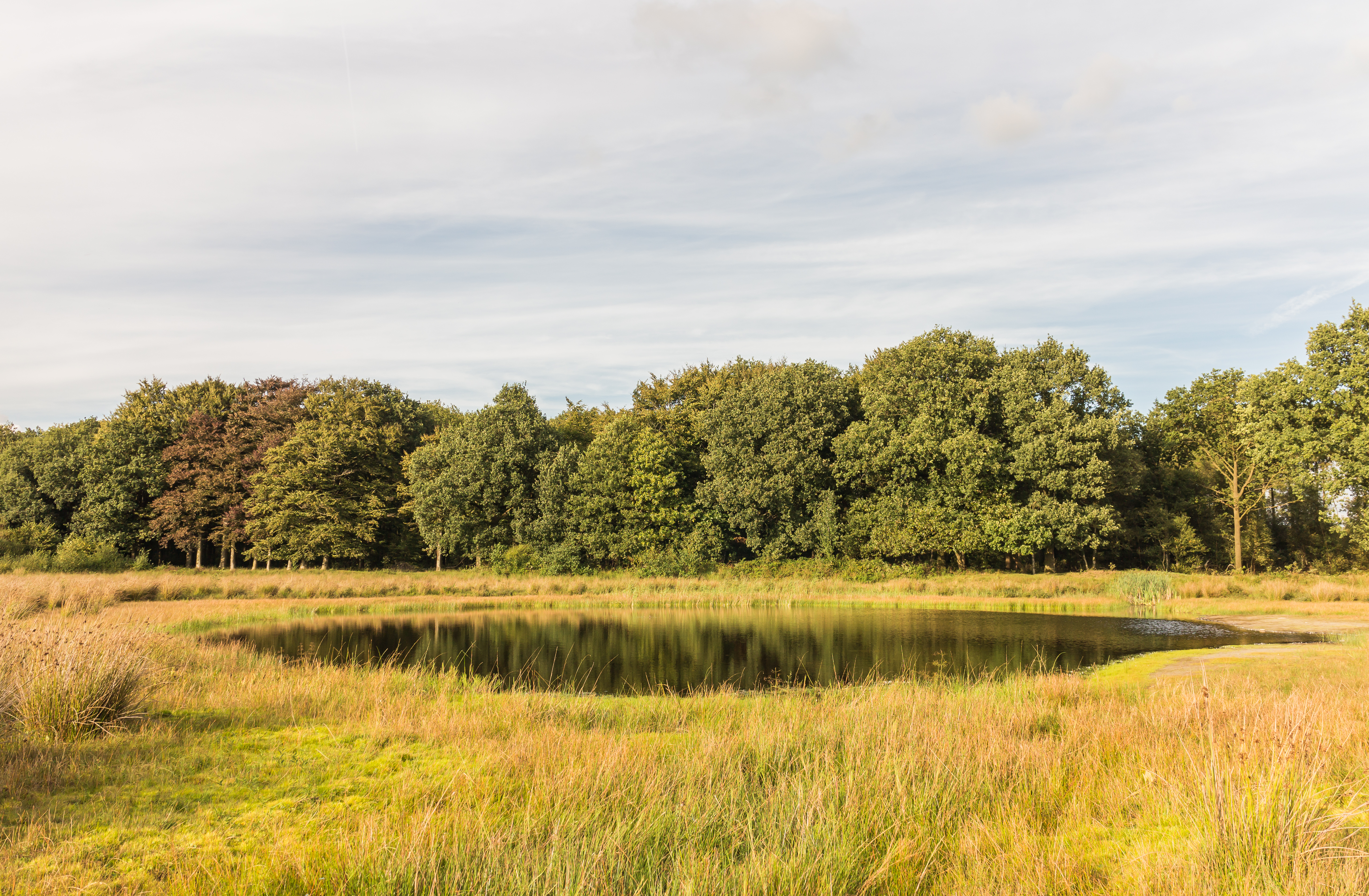
Vennetje in verruigde heide.
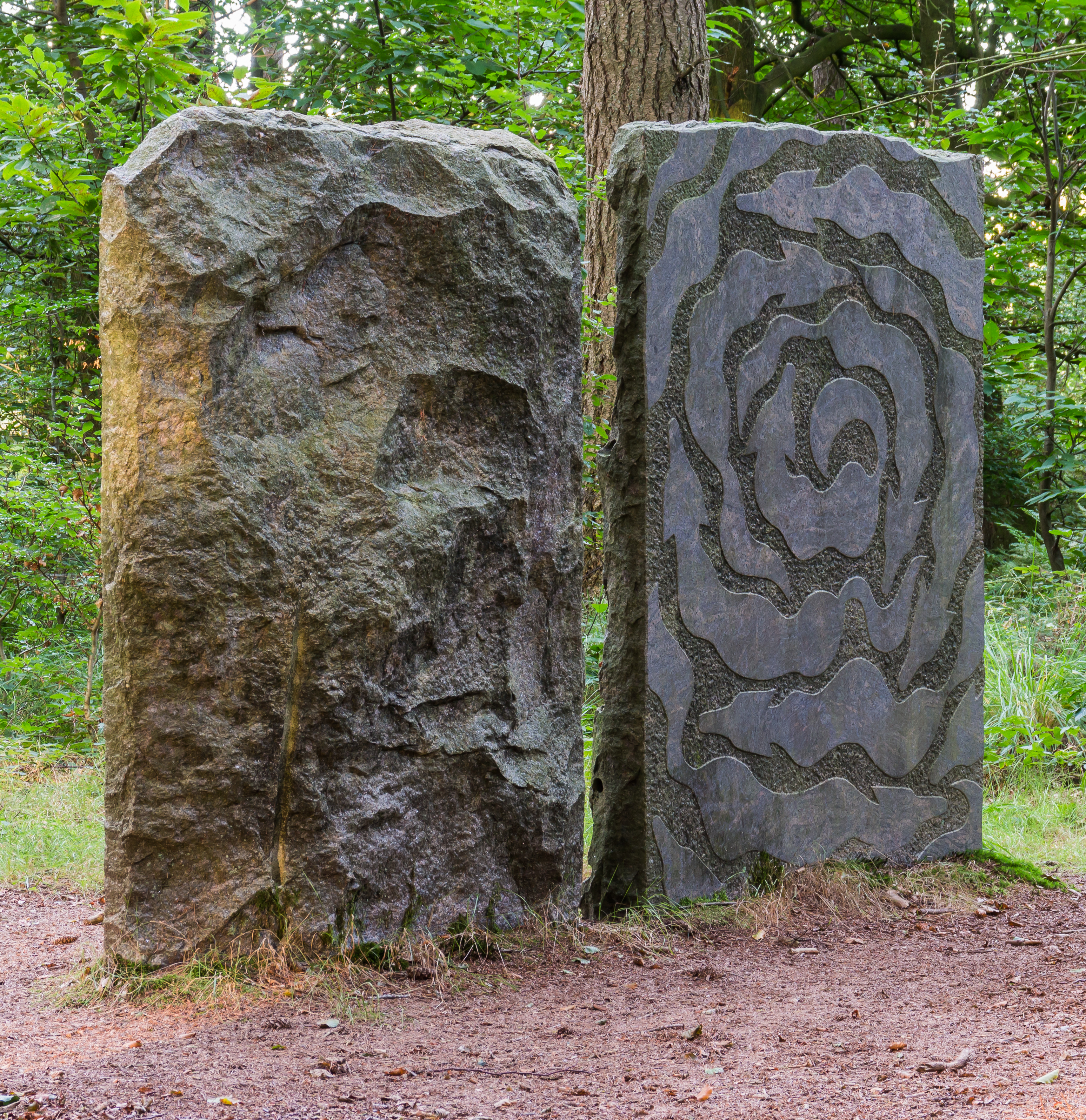
Ode aan de wolf. Beeldhouwwerk van Anne Woudwijk.

Aeltsjemar
· De Alde Feanen
· Bakkeveense Duinen
· Bancopolder
· Bekhofschaans
· Bjirmen
· Blauhúster Puollen
· Bocht fan Molkwar
· Botmar
· Bouwepet
· Buismans Einekoai
· Bûtenfjild
· Van Coehoornbosk
· Delleboersterheide
· Diakonieveen
· Dobbe Stienser Aldlân
· Dobben Hurdegarypsterwarren
· Dunegeaster- en Follegeasterpolder
· Dyksfearten
· Eanjumerkolken
· Easterskar
· Einekoai Piaam
· Einekoaien Lytse Geast
· De Fluezen
· Grikelân en Turkije
· Grutte Wielen
· Heide Hulstreed
· De Hon
· Huitebuersterbûtenpolder
· Joodse begraafplaats Tacozijl
· Joodse begraafplaats Noordwolde
· Kapellepôle
· Ketelermar
· Ketliker Skar
· Kobbelân
· Lendebos
· Lindevallei
· Liphústerheide
· Makkumersúdmar
· Makkumerwaarden
· Mandefjild
· Martenastate
· Meulebos
· Meulereed
· Mokkebank
· Mûntsebuorsterpolder
· Noard-Fryslân Bûtendyks
· 't Oerd
· Ottema Wiersma reservaat
· Park Huize Olterterp
· Park Jongemastate
· Peazemerlannen
· Petgatten De Feanhoop
· Polders Koarnwert
· Ringwiel
· Rysterbosk
· De Ryp
· Schaopedobbe
· Séfonsterpolder
· Sippen-finnen
· Skiedingsboskje
· Slachtedyk
· Steile Bank
· Stokersdobbe
· Sudermarpolder
· Syp Set
· Taconisbosk
· Tsjongerwâlen
· Teroelster Sipen
· Unlân fan Jelsma
· Van Asperen einekoaien
· Warkumermar
· Warkumerwaard
· 't West
· Wilhelmina-oard
· Ychtenerfeanpolder